# Rudolph Großpaul
Rudolph Großpaul (* 7. Oktober 1831 in Breslau, Schlesien; † 11. Februar 1901 in Potsdam, Preußen) war Unternehmer und Gründer der Druckerei Großpaul in Potsdam. Er gilt trotz seiner bürgerlichen Herkunft als ein Befürworter der Aristokratie und war in mehreren Vereinen und Institutionen tätig, u. a. dem Fremdenverkehrsverein Potsdam von 1886.

## Leben

### Herkunft, Erziehung und Studium
Rudolph Großpaul wurde am 7. Oktober 1831 als uneheliches Kind des Schuhmachermeisters Otto Großpaul und der Hausangestellten Ingeborg Bartsch im schlesischen Breslau geboren. Er hatte keine Geschwister und wuchs zunächst in gutbürgerlichen Verhältnissen auf, ehe sein Vater Anfang 1845 geschäftlich mit Heinrich von Syller, einem Landadeligen in der Umgebung Breslaus zu tun hatte. Dieser wurde zum Förderer des Jungen und ermöglichte dem damals 13-jährigen Rudolph den Besuch einer Privatschule und 1848 auch den Besuch der Ludwigs-Maximilian-Universität zu München, wo er unter dem Namen Wilhelm Rudolph Syller vier Semester lang Jura studierte. Er lebte von 1847 bis 1856 bei einem Verwandten in Kastel und während seines Studiums auch in München.

### Ausbildung und Arbeit als Buchbinder
Während seines zweiten Semesters lernte er John Blith kennen, ein Buchbindergeselle, welcher in einer Werkstatt in der Nähe von Großpauls Wohnung in der Dienerstraße 13 arbeitete. Durch die Einblicke in den Beruf des Buchbinders, welche ihm Blith geben konnte, entschied sich Rudolph Großpaul, nach Beendigung des vierten Semesters das Studium zu beenden und den Beruf des Buchbinders zu erlernen. Er bestand 1853 die Gesellenprüfung und erhielt 1872 den Meistertitel nach Wechsel in die 1869 gegründete Buchbinderei Raab + Grossmann in Karlsfeld, welche noch heute existiert.

### Gründung der Druckerei Großpaul
Nach dem Tod seines Vaters im Jahr 1875 und dem erhaltenen Erbe (sein Vater hatte mit Aufträgen wichtiger Bürger Breslaus gutes Geld machen können) gründete er im darauffolgenden Jahr die Druckerei Großpaul & Heinke nach seinem Umzug nach Potsdam. Er ließ dort Flugblätter für Vereine und Parteien drucken, aber auch heimatgeschichtliche Chroniken und Bücher des Verlags Rütten & Loening in Frankfurt, unter anderem einen der ersten Reiseführer Deutschlands mit dem Titel „Allgemeine Erleuterungen und Erklärungen für den Gast der Stadt Potsdam“. Nach dem Ausscheiden seines Geschäftspartners Friedrich Heinke führte er das Unternehmen ab 1892 allein.

### Hochzeit und Familie
Am 4. April 1880 heiratete er die knapp 20 Jahre jüngere Natalie Julia Röhme, die Tochter des Berliner Schriftstellers Friedrich Röhme, der ein Bekannter von Rudolph Großpaul war. Gemeinsam waren die beiden in mehreren Stiftungen aktiv und als galten als Unterstützer einer örtlichen Wohlfahrtsorganisation und des 1886 von Großpaul mitbegründeten Fremdenverkehrsvereins. Zwei Jahre später, am 29. August 1882, wurde der einzige Sohn der Familie, Fritz Otto Großpaul, geboren. Natalie Julia Röhme starb am 14. September 1900, wenige Monate vor ihrem Ehemann, während eines Besuchs bei Freunden in Frankfurt (Oder) an einem Schlaganfall.

### Tod und Testament
Nach mehrtägiger Krankheit starb Rudolph Großpaul am 11. Februar 1901 an einer Lungenembolie. In seinem Testament verfügte er, dass die Druckerei verkauft und der Erlös an den dortigen Fremdenverkehrsverein gehen sollte, um für die „Sommerfrische“ zu werben und Gäste in die Stadt zu locken. Aufgrund von Zweifeln an der Authentizität seines Testaments wurde der Betrag von 12.430 Mark erst im Juli 1903 übergeben. Er liegt auf dem Alten Friedhof in Potsdam begraben.

## Soziales Engagement und politische Einstellung
Rudolph Großpaul galt in der bürgerlichen Gesellschaft Potsdams als großzügig und nachsichtig gegenüber Schuldnern. Er wurde vom örtlichen Pfarrer in seiner Grabrede als „dankbarer und gottesfürchtiger Mensch“ beschrieben. Er galt gemeinhin als konservativ und protestantisch gläubig. Vermutlich aufgrund seiner Förderung durch Heinrich von Syller unterstützte er u. a. die preußischen Junker in der Frage nach Gebietsrechten oder die Berliner Stadtaristokratie bei Verhandlungen mit der Arbeiterklasse. Öfters wurde er als Vermittler bei stadtpolitischen Problemen in Berlin und Potsdam eingesetzt. 1886 steuerte er als ein Mitgründer des Potsdamer Fremdenverkehrsvereins ein Startkapital von 5000 Goldmark für erste örtliche Tourismuskampagnen bei. Seit 1990 ist der Tourismus wieder eine wichtige Einnahmequelle für die Stadt und tatsächlich bildete der Fremdenverkehrsverein vor 1914 die Basis für den späteren Aufschwung in diesem Gebiet. Auch der Wohlfahrtsverein Berlins, seit 1949 „Freie Demokratische Wohlfahrt“, wurde von Großpaul unterstützt.